# Haren (Groningen)

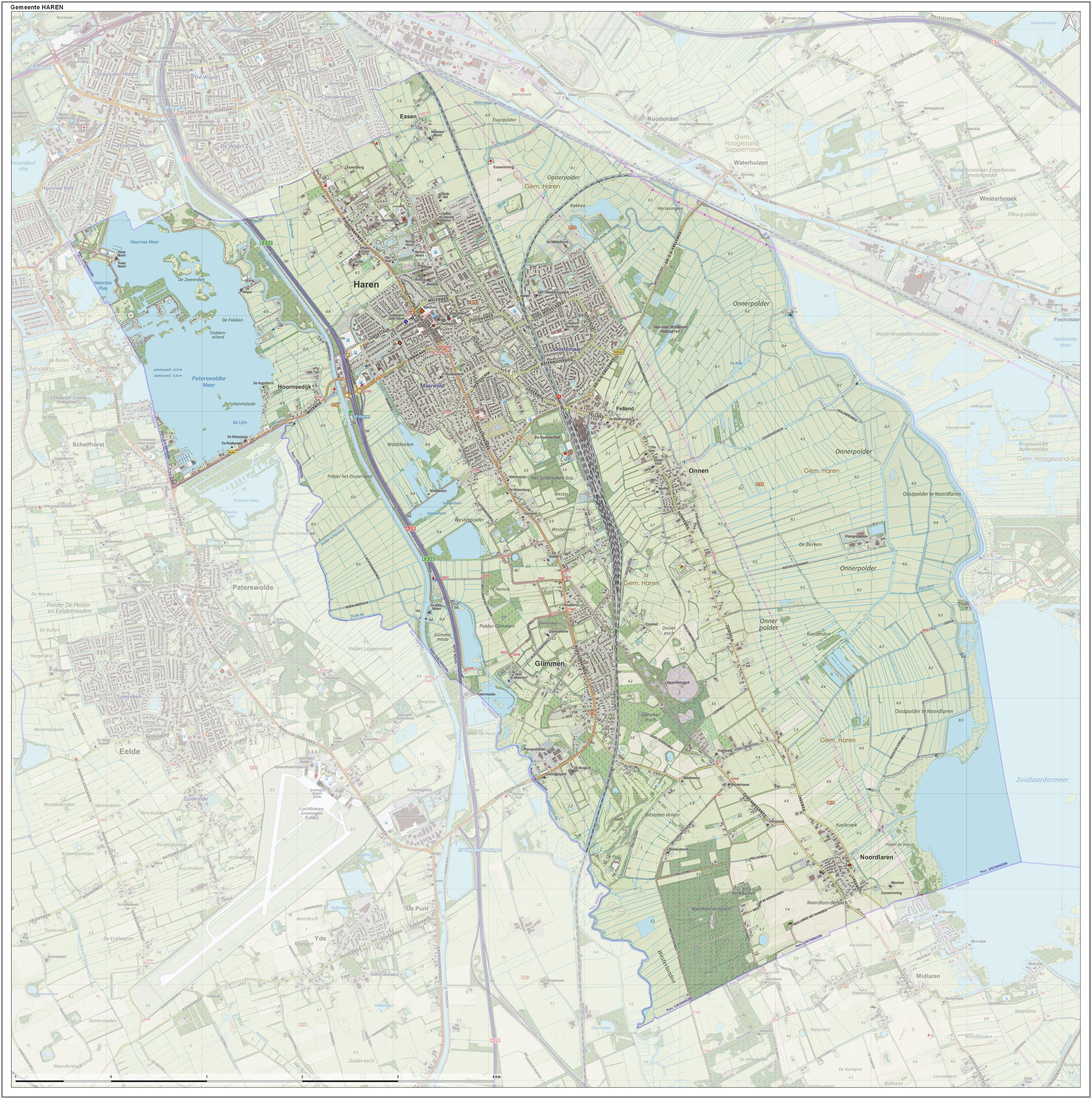
Topografická mapa Harenu, červen 2015

Haren ( výslovnost [ˈɦaːrə(n)]IPA; v groningenském dialektu: Hoaren) je základní samosprávný územní celek a město na severovýchodě Nizozemska, které se nachází přímo v urbanistické oblasti jižně od města Groningen, tvořícího metropoli stejnojmenné provincie.

## Charakteristika
Haren představuje obytnou lokalitu, z níž lidé dojíždějí za prací. Rozkládá se v severní části pískovcového hřebene Hondsrug, v němž leží jeden ze dvou megalitických kamenných stolů provincie Groningen, a to ve vesnici Noordlaren. Součástí města jsou největší nizozemská botanická zahrada Hortus Haren (Hortus Botanicus Haren) včetně částí anglické a čínské zahrady, les Appèlbergen východně od vesnice Glimmen a jezero Paterswoldsemeer. První oficiální zmínka o Harenu pochází z roku 1249.
Železniční stanice Haren na trati Meppel–Groningen byla nově otevřena v září 1968. Předchozí stanice existovala od roku 1936. Pravidelné autobusové spoje jezdí mezi Groningenem, Assenem a Emmenem. V blízkosti města se nachází mezinárodní civilní letiště Groningen-Eelde (Groningen Airport Eelde).

## Obydlené části sídelní jednotky
- Essen
- Felland
- Glimmen
- Haren
- Harendermolen
- Hoornsedijk
- Noordlaren
- Onnen
- Paterswolde (část)

Obytné čtvrti Harenu
- Hemmen
- Maarwold
- Molenbuurt
- Oosterhaar
- Stationsbuurt
- Voorveld

## Politika
Zastupitelstvo (gemeenteraad) má 17 členů. Výkonnou složkou je městská rada (college van burgemeester en wethouders) volená zastupitelstvem, v čele se starostou. Po volbách v roce 2014 ji tvořily subjekty VVD, PvdA a D66.
| Politický subjekt     | 1998 | 2002 | 2006 | 2010 | 2014 |
| Demokraté 66          | 2    | 1    | 1    | 3    | 5    |
| Gezond Verstand Haren | —    | —    | —    | 2    | 3    |
| VVD                   | 5    | 5    | 4    | 4    | 2    |
| CDA                   | 3    | 4    | 3    | 2    | 2    |
| PvdA                  | 4    | 3    | 4    | 3    | 2    |
| Zelená levice         | 2    | 3    | 4    | 2    | 2    |
| Křesťanská unie       | 1    | 1    | 1    | 1    | 1    |
| Celkem                | 17   | 17   | 17   | 17   | 17   |

## Projekt X Haren
Výtržnosti s vandalstvím a rabováním ve městě vypukly 21. září 2012 s následnými škodami za více než jeden milion eur. Příčinou se stalo nahodilé veřejné pozvání od 15leté dívky, původně 78 přátelům na Facebooku, k oslavě jejích šestnáctých narozenin. Událost byla pojmenována Projekt X Haren. Do Harenu bylo vzhledem k efektu sněhové koule postupně pozváno na 55 000 lidí. Okolo 6 tisíc mladých osob pozvání přijalo. Třicet čtyři z nich pak bylo uvězněno.

## Galerie

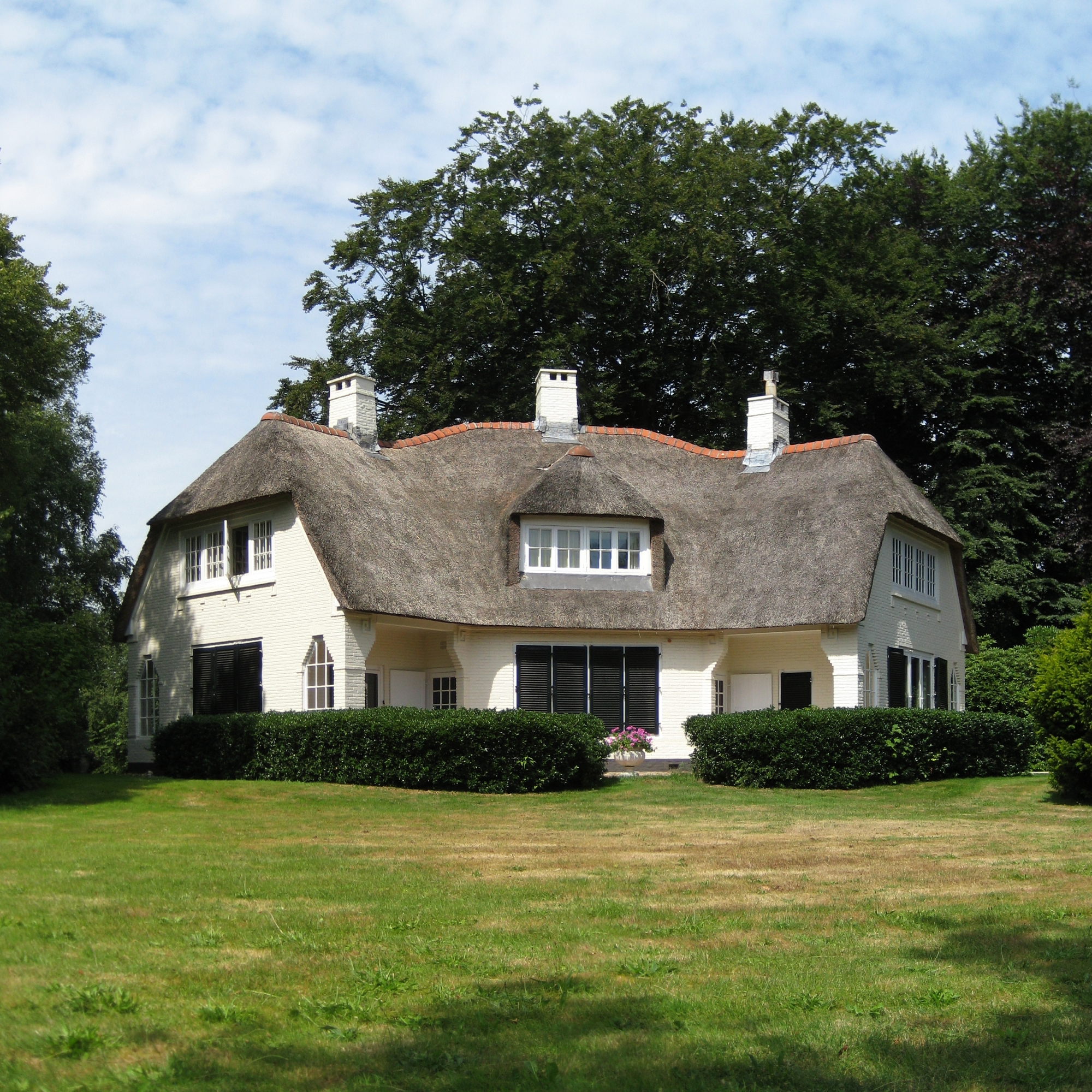
Villa Brinkkamp (1920), Glimmen
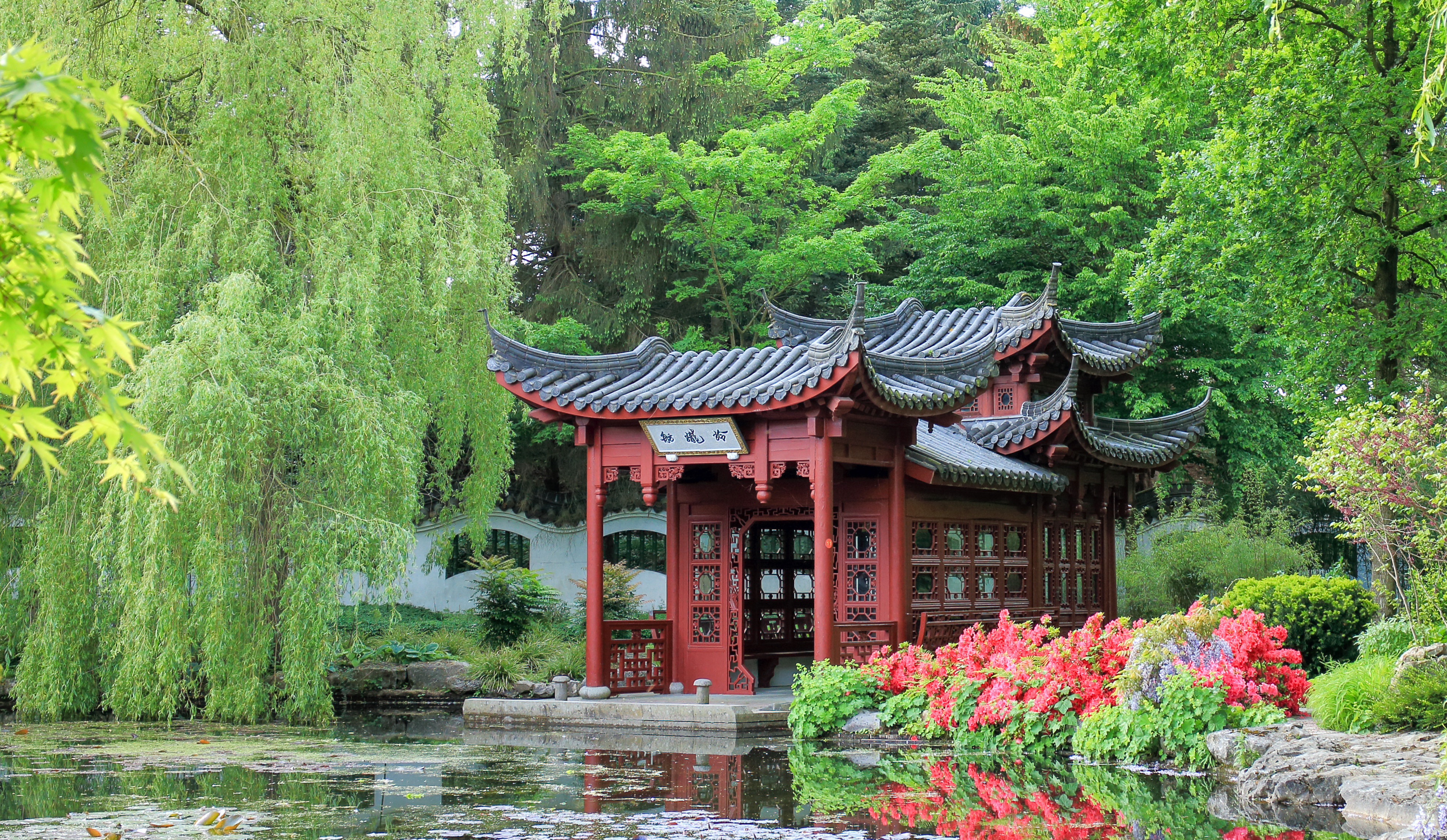
čínská zahrada – „tajemná říše Ming“, v zahradě Hortus Haren
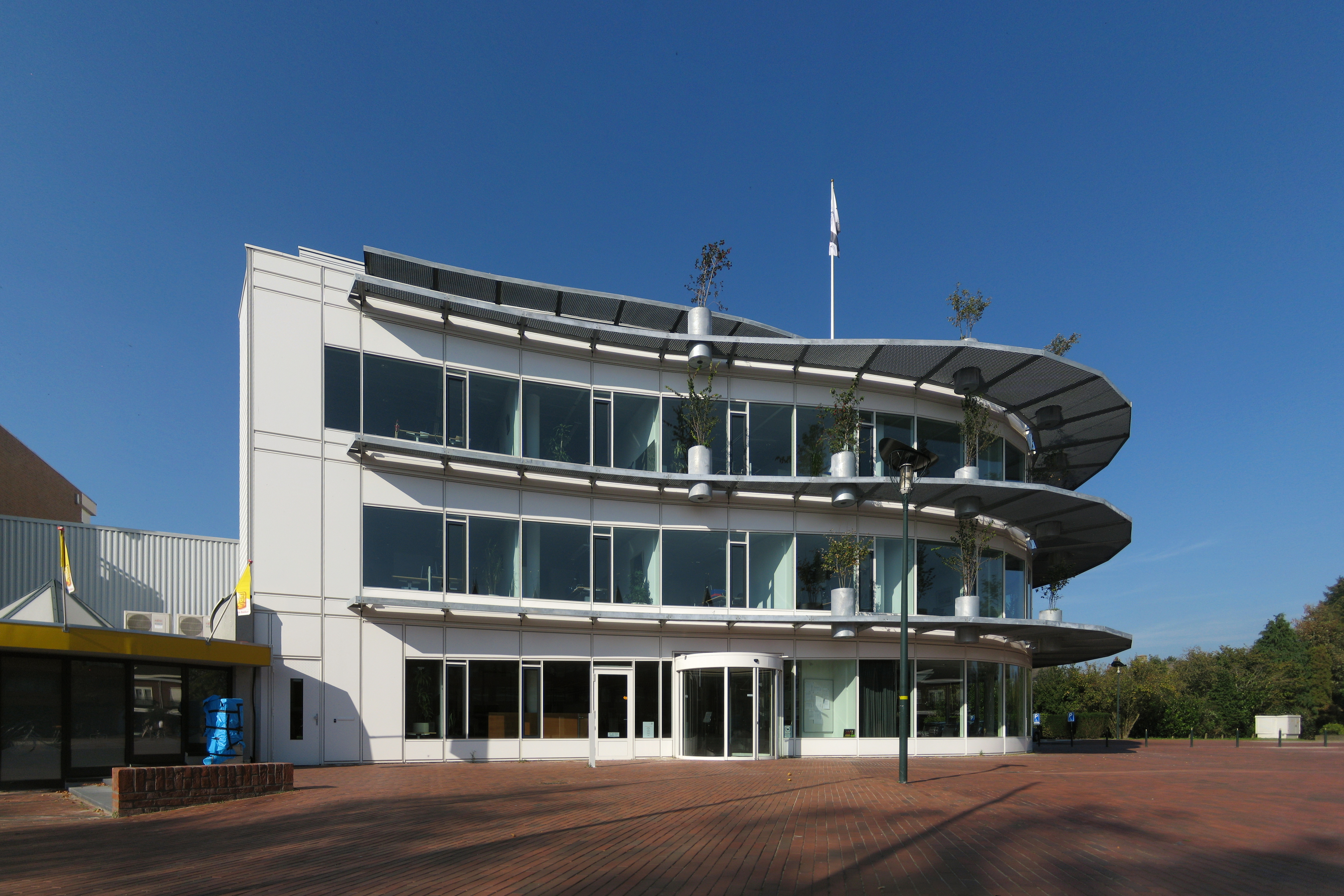
radnice, Haren
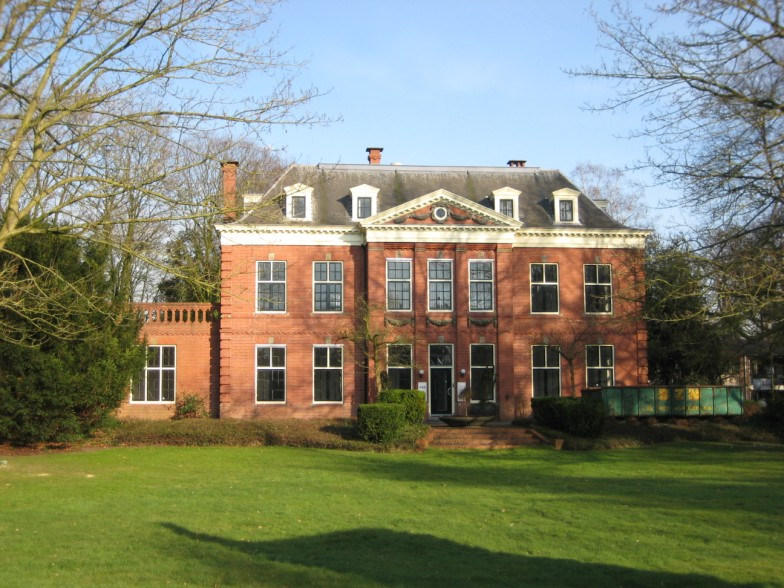
dům v Harenu